# Димитър Еленов
Димитър Еленов е български актьор и режисьор.

## Биография
Роден е на 10 февруари 1947 г. в София, в многодетно семейство. Потомствен католик, заради което семейството му неколкократно е изселвано от София, като най-дълго през 60-те години в Хасково.
Завършва НАТФИЗ през 1972 г., специалност актьорско майсторство, а през 1986 г. – и режисура, в класовете на проф. Гриша Островски. Творческата му биография като млад актьор минава през театрите в Пазарджик, Бургас, Варна. Работи в театър „София“, „Сълза и смях“, Сатиричния, Военния и Народния театър.
Главен художествен ръководител на Бургаския театър в периода 1994 – 96 година, в екип с Христо Фотев и Виктор Пасков (съответно драматург и директор на театъра). Създател и главен художествен ръководител на Първия общински театър извън столицата – „Несебър“. В периода 2003 – 2008 г. работи като режисьор в Албанския национален театър в Скопие, Република Македония. През 2004 г. режисира и продуцира моноспектакъла на Наум Шопов – „Последната лента на Крап“ на Самюел Бекет, впоследствие менажира национално турне, с което се отбелязва 75-годишния юбилей на големия български актьор.
Сценарист, режисьор и продуцент на документалния филм „Красин“, посветен на българския актьор Красин Йорданов, с успешна кариера на Бродуей и трагична съдба.
Димитър Еленов е създател на поредица студии за деца. Педагогическата му кариера започва през 1977 г., със създаването на студия към Бургаския театър. По покана на Александър Морфов, през 2002 – 20004 г. създава студия, която реализира мегаспектакъла по пиесата „Кукувицата“ на Елин Рахнев, с участието на 40 деца и професионалните актьори – Ванча Дойчева, Ваня Щерева, Христо Гърбов и Николай Урумов, а в главната роля е Наум Шопов – внук. През 2011 г. по инициатива на Ню Бояна филм и под егидата на Столична община създава студия ДЕФИСТО, чиито спектакли са включени в репертоара на Сатиричния театър, театър СФУМАТО, Нов театър НДК.
Известни артисти, които са били негови ученици в студиите, са: Светлана Янчева, Деляна Хаджиянкова, Розита Михайлова, Рени Врангова, Димитър Рачков, Красин Йорданов, Виолета Марковска, Йоанна Темелкова, Златко Гулеков, драматурга Емил Илиев, Александра Костова, Мартин Паунов и мн. др.
Розита Михайлова е негова съпруга след Румена Трифонова. С Румена имат две деца.
Димитър Еленов умира на 73 години на 22 ноември 2020 г., само няколко дни след смъртта на брат му Ангел Еленов.

## Памет
На Димитър Еленов е наречена улица в квартал „Кръстова вада“ в София (Карта).

## Роли в театъра
В актьорската си кариера има изиграни над 100 главни роли, сред които:
- Стенли Ковалски от „[Трамвай желание]“, реж. Красимир Спасов,
- Хамлет от „Хамлет“, реж. Недялко Йорданов,
- Клавдий от „Хамлет“ реж. Вили Цанков,
- Оберон в „Сън в лятна нощ“, реж. Симеон Димитров,
- Луций в „Тит Андроник“, реж. Вили Цанков,
- Ли от „Истинския Запад“,
- Мортимър от „Коварство и любов“, реж. Асен Шопов,
- Режисьора от „Шест лица търсят автор“ и др.

Легендарно остава изпълнението му на Мак Мърфи в „Полет над кукувичето гнездо“ през 80-те години на сцената на Бургаския театър, спектакълът получава Голямата наградата на Съюза на артистите в България.

## Телевизионен театър
- „Ель Хестикуладор (Имитаторът)“ (1988) (Рудолфо Усигли)
- „Криминална песен“ (1988) (Иван Радоев) – инспектора

## Роли в киното
В киното играе:
- „Четвъртото измерение“ (1977 – 1982), сериал, реж. Вили Цанков
- „Кеят на малките кораби“ (1982)
- „Златният век“ (1984), сериал – Йоан Екзарх
- Стамболов в „Съединението“,
- Кутю „Байрактар“ в Прадеди и правнуци. Хайдушка кръв (1984), сериал
- „О, Господи, къде си?“ (1991) – реж. Красимир Спасов,
- „Забравете този случай“,
- „Криминална песен",
- „Мистификаторът“,
- „Под прикритие“ – сериал
- в международни продукции като „Октопод“,
- „Папа Джовани“ и др.

## Режисьорска работа
Като режисьор има над 50 постановки, сред които:
- „Шест лица търсят автор“ на Луиджи Пирандело,
- „Приятели“ на Абе Кобо,
- „Лебедова песен“ на Антон Чехов,
- „Трамвай желание“ на Тенеси Уилямс,
- „Догодина по същото време“ на Бърнард Слейд,
- „Фрагменти“, „Тигър“ и „Любоф“ на Мери Шийзгъл,
- „Чудо“, „Сън“, „Човекоядката“, „Светът е малък“, „Таралеж“ на Иван Радоев,
- „Калигула“ на Албер Камю,
- „Мишеловката“ на Агата Кристи,
- „Капан за самотен мъж“ на Робер Тома,
- „Боб“, „Кукувицата“, „Фенове“ на Елин Рахнев,
- „Последната лента на Крап“ на Самюъл Бекет и др.
- „Том Сойер и Хъкълбери Фин“
- „Много любов“ по „Сън в лятна нощ“ на Уилям Шекспир